# U-98 (1940)
| U-98 | U-98 | U-98 |
| --- | --- | --- |
| | | |
| | | |
| Зображення підводного човна підтипу VIIC                                                                    | | |
| Верф | Friedrich Krupp Germaniawerft, Кіль                                                                                                  | Friedrich Krupp Germaniawerft, Кіль                                                                                                  |
| Під прапором                                                                                                | Третій Рейх | Третій Рейх |
| Спуск на воду                                                                                               | 31 серпня 1940 року | 31 серпня 1940 року |
| Виведений зі складу флоту                                                                                   | 12 жовтня 1940 року | 12 жовтня 1940 року |
| Сучасний статус                                                                                             | 15 листопада 1942 року потоплений британським есмінцем «Реслер» західніше Гібралтарської протоки                                     | 15 листопада 1942 року потоплений британським есмінцем «Реслер» західніше Гібралтарської протоки                                     |
| Бойовий досвід                                                                                              | Друга світова війна Битва за Атлантику                                                                                               | Друга світова війна Битва за Атлантику                                                                                               |
| Проєкт | | |
| Тип ПЧ | середній торпедний ДПЧ | середній торпедний ДПЧ |
| Вартість | 4 714 000 ℛℳ | 4 714 000 ℛℳ |
| Основні характеристики                                                                                      | | |
| Швидкість (надводна)                                                                                        | 17,7 вузла (32,8 км/год) | 17,7 вузла (32,8 км/год) |
| Швидкість (підводна)                                                                                        | 7,6 вузла (14,1 км/год) | 7,6 вузла (14,1 км/год) |
| Робоча глибина занурення                                                                                    | 230 м | 230 м |
| Гранична глибина занурення                                                                                  | 250—295 м | 250—295 м |
| Дальність плавання                                                                                          | 80 миль (150 км) на швидкості 4 вузли (в підводному положенні) 8500 миль (15 700 км) на швидкості 10 вузлів (у надводному положенні) | 80 миль (150 км) на швидкості 4 вузли (в підводному положенні) 8500 миль (15 700 км) на швидкості 10 вузлів (у надводному положенні) |
| Екіпаж | 44—52 особи | 44—52 особи |
| Розміри | | |
| Довжина найбільша (по КВЛ)                                                                                  | 67,1 м | 67,1 м |
| Ширина корпусу найб.                                                                                        | 6,2 м | 6,2 м |
| Висота | 9,6 м | 9,6 м |
| Середня осадка (по КВЛ)                                                                                     | 4,74 м | 4,74 м |
| Водотоннажність надводна                                                                                    | 769 т | 769 т |
| Силова установка                                                                                            | | |
| дизель-електрична; 2 дизельних двигуни MAN M 6 V 40/46, 2 електродвигуни Siemens-Schuckertwerke GU 343/38-8 | | |
| Гвинти | 2 | 2 |
| Потужність                                                                                                  | 2 × 2100—2310 к.с. (дизелі) 2 × 750 к.с. (електродвигуни)                                                                            | 2 × 2100—2310 к.с. (дизелі) 2 × 750 к.с. (електродвигуни)                                                                            |
| Озброєння                                                                                                   | | |
| Артилерія                                                                                                   | 1 × 88-мм палубна гармата SK C/35 | 1 × 88-мм палубна гармата SK C/35 |
| Торпедно- мінне озброєння                                                                                   | 4 носових і один кормовий ТА 14 торпед та 26 мін TMA                                                                                 | 4 носових і один кормовий ТА 14 торпед та 26 мін TMA                                                                                 |
| ППО | 1 × 37-мм зенітна гармата Flak M42 2 × 20-мм зенітні гармати FlaK 30                                                                 | 1 × 37-мм зенітна гармата Flak M42 2 × 20-мм зенітні гармати FlaK 30                                                                 |

U-98 — німецький середній підводний човен типу VIIC, що входив до складу Військово-морських сил Третього Рейху за часів Другої світової війни. Закладений 27 вересня 1939 року на верфі компанії Friedrich Krupp Germaniawerft у Кілі. 31 серпня 1940 року спущений на воду. 12 жовтня 1940 року корабель увійшов до складу 7-ї навчальної флотилії ПЧ ВМС нацистської Німеччини.

## Історія
U-98 належав до німецьких підводних човнів типу VIIC, найчисельнішого типу субмарин Третього Рейху, яких випущено 703 одиниці. Першим командиром ПЧ став капітан-лейтенант Роберт Гізе, один з найрезультативніших командирів німецьких ПЧ. Службу розпочав у складі 7-ї навчальної флотилії ПЧ, з 1 березня 1941 року перейшов до бойового складу цієї флотилії. Протягом війни з березня 1941 по листопад 1942 року U-98 здійснив 9 бойових походів в Атлантичний океан. Підводний човен потопив 10 суден противника сумарною водотоннажністю 48 878 брутто-реєстрових тонн, допоміжне військове судно (10 549 GRT), а також пошкодив один бойовий корабель (185 тонн).
15 листопада 1942 року під час дев'ятого бойового походу в Атлантичний океан U-98 був виявлений і потоплений глибинними бомбами британського есмінця «Реслер» західніше Гібралтарської протоки. Всі 46 членів екіпажу загинули.

## Командири
- Капітан-лейтенант Роберт Гізе (12 жовтня 1940 — 23 березня 1942)
- Корветтен-капітан Вільгельм Шульце (24 березня — жовтень 1942)
- Оберлейтенант-цур-зее Курт Айхманн (жовтень — 15 листопада 1942)

## Перелік уражених U-98 суден у бойових походах
| №                                                               | Дата            | Назва              | Тип                       | Належність                              | Водотоннажність (брт) | Вантаж                                                          | Конвой        | Результат та координати                                                                    | Наслідки атаки для екіпажу       | Прим.                                    |
| --------------------------------------------------------------- | --------------- | ------------------ | ------------------------- | --------------------------------------- | --------------------- | --------------------------------------------------------------- | ------------- | ------------------------------------------------------------------------------------------ | -------------------------------- | ---------------------------------------- |
| Перший похід (12.03—14.04.1941, 34 доби; Кіль—Лор'ян)           |                 |                    |                           |                                         |                       |                                                                 |               |                                                                                            |                                  |                                          |
| 1                                                               | 27 березня 1941 | Koranton           | суховантажне судно        | Велика Британія                         | 6 695                 | 8769 тонн чавуну                                                | Конвой SC 25  | потоплено 58°51′ пн. ш. 22°36′ зх. д. / 58.850° пн. ш. 22.600° зх. д.                      | 41 (усі загинули)                |                                          |
| 2                                                               | 4 квітня 1941   | Helle              | суховантажне судно        | Норвегія                                | 2 467                 | 2600 тонн целюлози та 350 тонн сталі                            | Конвой SC 26  | потоплено 59°06′ пн. ш. 24°12′ зх. д. / 59.100° пн. ш. 24.200° зх. д.                      | 24 (усі вцілили)                 |                                          |
| 3                                                               | 4 квітня 1941   | Welcombe           | суховантажне судно        | Велика Британія                         | 5 122                 | 7900 тонн зерна                                                 | Конвой SC 26  | потоплено 59°09′ пн. ш. 23°40′ зх. д. / 59.150° пн. ш. 23.667° зх. д.                      | 41 (20 загинуло та 21 вцілилий)  |                                          |
| 4                                                               | 4 квітня 1941   | Prins Willem II    | суховантажне судно        | Нідерланди                              | 1 304                 | 2020 тонн цукру                                                 | Конвой HX 117 | потоплено 59°50′ пн. ш. 24°25′ зх. д. / 59.833° пн. ш. 24.417° зх. д.                      | 25 (3 загинуло та 22 вцілили)    |                                          |
| Другий похід (01.05—29.05.1941, 29 діб; Лор'ян—Сен-Назер)       |                 |                    |                           |                                         |                       |                                                                 |               |                                                                                            |                                  |                                          |
| 5                                                               | 13 травня 1941  | HMS Salopian (F94) | допоміжне військове судно | Військово-морські сили Великої Британії | 10 549                |                                                                 | Конвой SC 30  | потоплено 59°04′ пн. ш. 38°15′ зх. д. / 59.067° пн. ш. 38.250° зх. д.                      | 281 (3 загинуло та 278 вцілілих) | перероблене пасажирське судно Shropshire |
| 6                                                               | 20 травня 1941  | Rothermere         | суховантажне судно        | Велика Британія                         | 5 356                 | 1998 тонн сталі та 4750 тонн газетного паперу та паперової маси | Конвой HX 126 | потоплено 57°48′ пн. ш. 41°36′ зх. д. / 57.800° пн. ш. 41.600° зх. д.                      | 56 (22 загинуло та 34 вижили)    |                                          |
| 7                                                               | 21 травня 1941  | Marconi            | суховантажне судно        | Велика Британія                         | 7 402                 | баласт                                                          | Конвой OB 322 | потоплено 58°00′ пн. ш. 41°00′ зх. д. / 58.000° пн. ш. 41.000° зх. д.                      | 78 (22 загинуло та 56 вижили)    |                                          |
| Третій похід (23.06—23.07.1941, 31 доба; Сен-Назер—Сен-Назер)   |                 |                    |                           |                                         |                       |                                                                 |               |                                                                                            |                                  |                                          |
| 8                                                               | 9 липня 1941    | Designer           | суховантажне судно        | Велика Британія                         | 5 945                 | військове майно та 200 мішків пошти                             | Конвой OB 341 | потоплено 42°59′ пн. ш. 31°40′ зх. д. / 42.983° пн. ш. 31.667° зх. д.                      | 77 (66 загинуло та 11 вижили)    |                                          |
| 9                                                               | 9 липня 1941    | Inverness          | суховантажне судно        | Велика Британія                         | 4 897                 | 4000 тонн військового майна                                     | Конвой OB 341 | потоплено 42°46′ пн. ш. 32°45′ зх. д. / 42.767° пн. ш. 32.750° зх. д.                      | 43 (6 загинуло та 37 вижили)     |                                          |
| Четвертий похід (31.08—26.09.1941, 27 діб; Сен-Назер—Сен-Назер) |                 |                    |                           |                                         |                       |                                                                 |               |                                                                                            |                                  |                                          |
| 10                                                              | 16 вересня 1941 | Jedmoor            | суховантажне судно        | Велика Британія                         | 4 392                 | 7400 тонн залізної руди                                         | Конвой SC 42  | потоплено 59°00′ пн. ш. 10°00′ зх. д. / 59.000° пн. ш. 10.000° зх. д.                      | 36 (31 загинув та 5 вціліли)     |                                          |
| Шостий похід (18.01—27.02.1942, 41 доба; Сен-Назер—Сен-Назер)   |                 |                    |                           |                                         |                       |                                                                 |               |                                                                                            |                                  |                                          |
| 11                                                              | 15 лютого 1942  | Biela              | суховантажне судно        | Велика Британія                         | 5 298                 | генеральний вантаж                                              | Конвой ON 62  | потоплено 41°15′ пн. ш. 47°18′ зх. д. / 41.250° пн. ш. 47.300° зх. д.                      | 50 (усі загинули)                |                                          |
| Восьмий похід (14.02—16.09.1942, 65 діб; Сен-Назер—Сен-Назер)   |                 |                    |                           |                                         |                       |                                                                 |               |                                                                                            |                                  |                                          |
| 12                                                              | 10 серпня 1942  | USS Bold (AMc-67)  | береговий тральщик        | Військово-морські сили США              | 185                   |                                                                 |               | підірвався на міні/пошкоджений 30°24′ пн. ш. 81°20′ зх. д. / 30.400° пн. ш. 81.333° зх. д. | 17 (усі вціліли)                 | тральщик типу «Аксенчер»                 |